# Lewica Razem
Die Lewica Razem (deutsch Linke Gemeinsam,  kurz Razem) ist eine politische Partei in Polen. Sie orientiert sich an Ideen der Sozialdemokratie, des Progressivismus sowie des demokratischen Sozialismus. Bis Juni 2019 hieß sie Partia Razem (deutsch: Partei Gemeinsam).

## Geschichte der Partei
Die Razem wurde am 16. Mai 2015 gegründet und entstand als Reaktion auf die Krise der politischen Linken in Polen. Initiatoren sind unter anderem Angehörige der ehemaligen Gruppierung Młodzi Socjaliści („Junge Sozialisten“) sowie frühere Funktionäre der Partia Zieloni (Die Grünen). Die Formation wird von einem neun Personen umfassenden Vorstand geführt (darunter Adrian Zandberg und Agnieszka Dziemianowicz-Bąk). Am 21. Juli 2015 wurde sie offiziell durch ein Gericht registriert. Die Partei lehnt das bei allen anderen Parteien übliche Führungsprinzip ab und wird kollektiv verwaltet. Lediglich in einer senderübergreifenden Fernsehdebatte am 20. Oktober 2015 wurde sie durch den promovierten Historiker Adrian Zandberg vertreten. Laut eigenen Angaben besaß die Razem im August 2015 rund 6000 Mitglieder.
Sie stellte in allen Wahlkreisen Kandidaten für den Sejm bei der Parlamentswahl 2015 auf, jedoch nicht für den Senat. Bei der Wahl kam sie auf 3,6 % der Stimmen und verfehlte damit den Einzug in das Abgeordnetenhaus. Das Ergebnis wurde jedoch als Achtungserfolg gewertet, da der Partei nur ca. 1,2 % prognostiziert worden war und sie nun staatliche Parteienfinanzierung erhält. Zandbergs Auftritt in der Fernsehrunde wurde als wichtigster Beitrag zu dem relativen Erfolg gewertet. Zandberg selbst erhielt 49.711 Wählerstimmen.
Aufgrund ihrer linken Programmatik, der Abgrenzung von den etablierten Parteien, den unkonventionellen, basisdemokratischen Organisationsformen und der violetten Kampagnenfarbe wird sie mit der spanischen Podemos-Partei verglichen.
Für die Europawahl 2019 arbeitete Razem mit der paneuropäischen Bewegung DiEM25 zusammen und trat gemeinsam mit der Unia Pracy, sowie dem Ruch Sprawiedliwości Społecznej (Bewegung der Sozialen Gerechtigkeit) unter dem Listennamen Lewica Razem an – dem jetzigen Parteinamen. Das Bündnis erhielt 1,24 % der Stimmen und verfehlte die 5%-Hürde deutlich.
Bei den Parlamentswahlen 2019 startete Lewica Razem gemeinsam mit der linksliberalen Partei Wiosna von Listenplätzen der SLD unter dem Kampagnennamen Lewica.
Lewica Razem war bis Anfang März 2022 Mitglied der Progressiven Internationalen (PI) und von Democracy in Europe Movement 2025 (DiEM25), bevor sie aus Protest mangels einer unmissverständlichen Anerkennung der ukrainischen Souveränität und Verurteilung des „russischen Imperialismus“ den Austritt erklärte.

## Parteiprogramm
Auf einem Parteikongress am 16. und 17. Mai 2015 wurden bei Anwesenheit von rund 200 Delegierten unter anderem folgende Programmpunkte verabschiedet:
- Anhebung des Steuerfreibetrags und eine Erhöhung der Steuerprogression bei der Einkommensteuer, zusammen mit der Einführung eines dritten Steuersatzes in Höhe von 75 % für Personen, deren jährliches Einkommen 500.000 Złoty überschreitet
- Einführung einer progressiven statt der bisherigen linearen Körperschaftsteuer
- Einführung einer Finanztransaktionssteuer
- Erhöhung des Mindestlohns
- Einschränkung der Öffnungszeiten im Handel an Sonn- und Feiertagen
- Keine Kommerzialisierung des Gesundheitswesens
- Gegen das Freihandelsabkommen TTIP
- Legalisierung des Schwangerschaftsabbruchs auf Verlangen
- Einführung der gleichgeschlechtlichen Ehe
- Aufnahme von Flüchtlingen